# Symphyotrichum hintonii
Symphyotrichum hintonii là một loài thực vật có hoa trong họ Cúc. Loài này được (G.L.Nesom) G.L.Nesom miêu tả khoa học đầu tiên năm 1994.